# Walter Ast
Walter Ast (* 16. Februar 1884 in Ravensburg; † 8. Februar 1976 in Reutlingen) war ein deutscher Maler, Zeichner, Grafiker und Kunsterzieher.

## Leben und Wirken
Walter Ast wurde in Ravensburg geboren. Sein Großvater war dort Apotheker; die Tochter Luise Frauer (1857–1949) hatte 1877 in Ravensburg den Justizassessor Friedrich Ast (1847–1933), einen Bauernsohn aus Wurmberg bei Pforzheim, geheiratet. Als Fritz Ast 1892 nach Ellwangen versetzt wurde, zog die Familie auf die Ostalb, wo Walter Ast das örtliche Gymnasium besuchte. Der Vater war bis 1919 Richter am Ellwanger Landgericht, zuletzt als Landgerichtsdirektor. Nach der Schulzeit absolvierte Walter Ast 1902/03 in Ulm seinen Militärdienst als Einjährig-Freiwilliger.
Danach begann er ein Jurastudium in München, das er nach fünf Semestern abbrach, um Maler zu werden. Dazu besuchte er ab 1906 die private Kunstschule von Moritz Heymann, die auf den Besuch der Kunstakademie vorbereitete. 1910 wurde Ast an der Kunstakademie München immatrikuliert und studierte bei Hugo von Habermann und Hermann Groeber. Schon während der Studienzeit konnte sich Walter Ast an den Ausstellungen der Münchener Secession beteiligen. Mit Ausbruch des Ersten Weltkriegs wurde Ast Soldat und kam in Frankreich zum Einsatz. 1918 wurde er als Oberleutnant der Landwehr (Reserveoffizier) entlassen. Während des Krieges, im Juli 1915, hatte Ast in Stuttgart die Zeichenlehrerin Hanna Fesca geheiratet (aus der Ehe sind zwei Töchter hervorgegangen und ein Sohn, der im Zweiten Weltkrieg gefallen ist).
Nach dem Krieg war Ast zunächst als freischaffender Künstler in Ellwangen tätig und arbeitete als Porträtist und als Landschaftsmaler. Anfang der 1920er Jahre absolvierte Ast an der Staatlichen Kunstschule Berlin eine Ausbildung zum Kunsterzieher; dort kam er mit den reformpädagogischen Ideen von Philipp Franck in Berührung, die seine Berufsauffassung als Lehrer wesentlich beeinflussten. 1923 legte er das preußische Staatsexamen für Kunsterzieher ab. Nach dem Referendariat in Cannstatt und dem württembergischen Examen für den Kunstunterricht an Höheren Schulen in Stuttgart zog die Familie von Ellwangen nach Reutlingen, wo Walter Ast 1925 eine Anstellung als Lehrer erhielt. Von 1925 bis 1949 war Ast als Studienrat (zuletzt Oberstudienrat) an der Oberrealschule (dem heutigen Johannes-Kepler-Gymnasium) in Reutlingen tätig; zu seinen Schülern im Reutlinger Kunstunterricht zählen u. a. Karl Langenbacher, HAP Grieshaber und Arthur Fauser.
Walter Ast produktivste Schaffenszeit waren die Jahre nach dem Ersten Weltkrieg in Ellwangen, wo er neben zahlreichen Porträtaufträgen vor allem Stadtansichten und Landschaften schuf. Später in Reutlingen rückte die eigene künstlerische Produktion in den Hintergrund. Erst nach seiner Pensionierung konnte sich Ast wieder stärker der Malerei widmen. Dabei blieb die Zahl seiner Werke überschaubar, da Ast durch den Schuldienst nicht mehr auf Verkaufserlöse angewiesen war. Auf dem Kunstmarkt waren seine Werke aus diesem Grund von je her nur selten vertreten.

## Einzelausstellungen
- Walter Ast. Ölbilder, Aquarelle, Graphiken – eine Rückschau, Spendhaus Reutlingen, 12. Januar bis 2. Februar 1975
- Stadt – Landschaften. Reutlingen in Gemälden von Walter Ast (1884–1976), Heimatmuseum Reutlingen, 19. Juni bis 15. August 1999
- Walter Ast, Albmaler Museum Münsingen, 11. April bis 21. Juli 2019